# Gökhan Gül
Gökhan Gül (* 17. Juli 1998 in Castrop-Rauxel) ist ein deutsch-türkischer Fußballspieler, der bei Kasımpaşa Spor Kulübü unter Vertrag steht.

## Karriere

### Verein
Gül kam 2005, nachdem er zuvor in seiner Heimatstadt beim VfB Habinghorst und bei Arminia Ickern gespielt hatte, in das Nachwuchsleistungszentrum des VfL Bochum. Bei Bochum durchlief er ab 2005 alle Jugendabteilungen. Im August 2013 debütierte er gegen Alemannia Aachen in der U-17-Bundesliga und im August 2014 schließlich auch gegen Borussia Mönchengladbach in der A-Jugend-Bundesliga.
Zur Saison 2015/16 rückte Gül in den Profikader des Zweitligisten auf. Im April 2016 stand er gegen den Karlsruher SC erstmals im Kader der Bochumer. Sein Debüt in der 2. Bundesliga gab er im November 2016 gegen Dynamo Dresden, als er in der Startelf aufgeboten wurde und schließlich in der 59. Spielminute durch den Polen Paweł Dawidowicz ersetzt wurde.
In der Winterpause der Saison 2016/17 wechselte Gül zum Ligakonkurrenten Fortuna Düsseldorf, bei dem er einen bis Juni 2021 gültigen Vertrag erhielt.
Im Juli 2017 wurde Gül vom DFB mit der Fritz-Walter-Medaille in Bronze für U19-Spieler ausgezeichnet.
Am 22. Januar 2019 wechselte er zunächst auf Leihbasis bis zum Saisonende zum Drittligisten SV Wehen Wiesbaden. Mit dem Verein setzte sich Gül in den Relegationsspielen gegen den FC Ingolstadt 04 durch und stieg mit ihm in die 2. Bundesliga auf. Im Sommer 2019 wurde der Leihvertrag zwischen Wehen und Düsseldorf um ein Jahr verlängert.
Zum Ende der Saison 2019/20 kehrte er mit dem Ablauf der Ausleihe zu Fortuna Düsseldorf zurück.
Am 7. August 2021 unterschrieb er einen Zweijahresvertrag bei Genclerbirligi Ankara.

### Nationalmannschaft
Gül debütierte im September 2013 für die deutsche U16-Auswahl. Mit der U17-Nationalmannschaft nahm er 2015 sowohl an der EM als auch an der WM teil. Im März 2016 absolvierte er zwei Partien für das U18-Team. Im Juli 2016 spielte er schließlich erstmals für die U19-Auswahl, als er bei der EM gegen Portugal in der Startelf stand. Auch bei der U19-Europameisterschaft 2017 gehörte er zum deutschen Kader.

## Erfolge
SV Wehen Wiesbaden
- Aufstieg in die 2. Bundesliga: 2019